# Conceição da Barra
Conceição da Barra là một đô thị thuộc bang Espírito Santo, Brasil. Đô thị này có diện tích 1188,044 km², dân số năm 2007 là 26145 người, mật độ 22,01 người/km².